# Hydroscaphidae
Famille
Les Hydroscaphidae sont une famille d'insectes coleoptères du sous-ordre des Myxophaga.

## Liste des genres
- Hydroscapha LeConte, 1874
- Scaphydra Reichardt, 1973
- Yara Reichardt & Hinton, 1976